# Xukuru

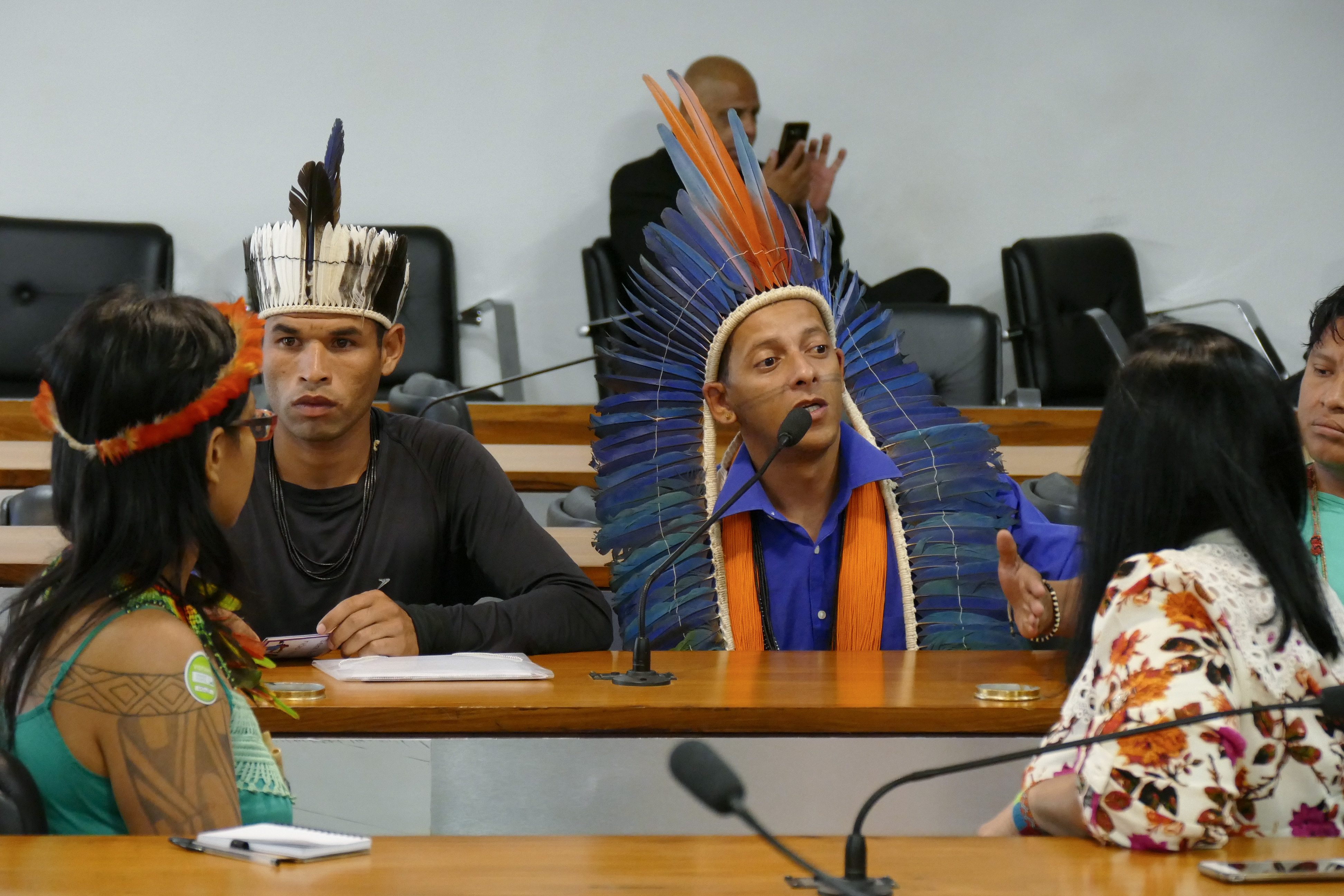

I Kiriri-xoco (o anche Xukurú) sono un gruppo etnico del Brasile che ha una popolazione stimata in circa 1.400 individui. Parlano la lingua Kiriri-xoko (codice ISO 639: XOO) e sono principalmente di fede animista.
Vivono nello stato brasiliano dell'Alagoas. La lingua Karirí-Xocó (ISO/DIS 639-3: kzw) è considerata una lingua estinta.
Denominazioni alternative: Karirí, Kariri Xucó, Kipeá, Xokó-Karirí, Xukuru Kariri, Xukurú, Xocó, Xokó.